# Харригян, Джеффри
Джеффри Ли Харригян (англ. Jeffrey Lee Harrigian; род. 1962) — «четырёхзвёздный» генерал ВВС США (в отставке с 2022 года) и бывший командующий ВВС США в Европе и Африке. Одновременно он являлся командиром Воздушного командования союзников и директором Объединённого авиационно-энергетического центра компетенции.
Ранее он занимал должность заместителя командующего и командующего Центральным командованием ВВС США.
Рос в Спаркс, штат Невада, где окончил Военно-воздушную академию США по специальности «Международные отношения».
Джеффри Харригян является потомком переживших трагедию Геноцида армян 1915 года в Османской империи.